# Arabische keuken
De Arabische keuken omvat keukens van de Arabische wereld. De keukens hier worden voornamelijk beïnvloed door de islam, met plaatselijke invloeden van christendom en jodendom.

## Lokale keukens
- Algerijnse keuken
- Egyptische keuken
- Irakese keuken
- Jemense keuken
- Libanese keuken
- Libische keuken
- Marokkaanse keuken
- Syrische keuken
- Tunesische keuken